# Denison Clift
Pour les articles homonymes, voir Clift.
Denison Clift est un scénariste et réalisateur américain né le 3 mai 1885 à San Francisco et mort le 17 décembre 1961 à Hollywood. Il a tourné de nombreux films muets au Royaume-Uni.

## Filmographie partielle

### Réalisateur
- 1921 : A Woman of No Importance (en)
- 1921 : The Diamond Necklace
- 1922 : A Bill of Divorcement
- 1924 : Flames of Desire
- 1924 : Janette romancière (en) (Great Diamond Mystery),
- 1929 : Taxi for Two
- 1935 : The Mystery of the Mary Celeste

### Scénariste
- 1918 : Wedlock de Wallace Worsley
- 1929 : Power Over Men (en) de  George Banfield
- 1936 : All That Glitters (en) de Maclean Rogers (en)
- 1944 : Secrets of Scotland Yard (en) de  George Blair